# Los Algodones
Los Algodones, formeel Vicente Guerrero, is een plaats in de Mexicaanse staat Baja California. De plaats heeft 4021 inwoners (census 2005) en valt onder de gemeente Mexicali.
Los Algodones ligt aan de Colorado, ten noordoosten van Mexicali. Los Algodones bevindt zich op 32°43' noorderbreedte en is daarmee het noordelijkste punt van Mexico en Latijns-Amerika. Aan de overzijde van de grens met de Verenigde Staten ligt Araz Junction. Los Algodones telt 200 tandartsen; veel van hun patiënten zijn Amerikanen, aangezien tandartsen in Mexico aanzienlijk goedkoper zijn dan in de Verenigde Staten.